# إيواتا (شيزوكا)
إيواتا (بالإنجليزية: Iwata)‏ هي أحد المدن التابعة لمحافظة شيزوكا. تأسست رسميًا في 01/04/1948. ويقدر عدد سكانها بـ 172583 نسمة حسب تقدير مكتب الإحصاء الياباني لعام 2012. تبلغ مساحة إواتا 164.08 كم2. بكثافة سكانية تبلغ 1052 نسمة/كم2.

## توأمة
لإيواتا (شيزوكا) اتفاقيات توأمة مع كل من:
- داغوبان (19 فبراير 1975 - )
- ماونتن فيو (4 يونيو 1976 - )

## أعلام
- ميتسو إيتو
- هاجيمي تاباتا
- ماسامي ناغاساوا
- ميما إيتو
- أكيرا أوياما
- كازوكي أوتا